# Puerta tallada

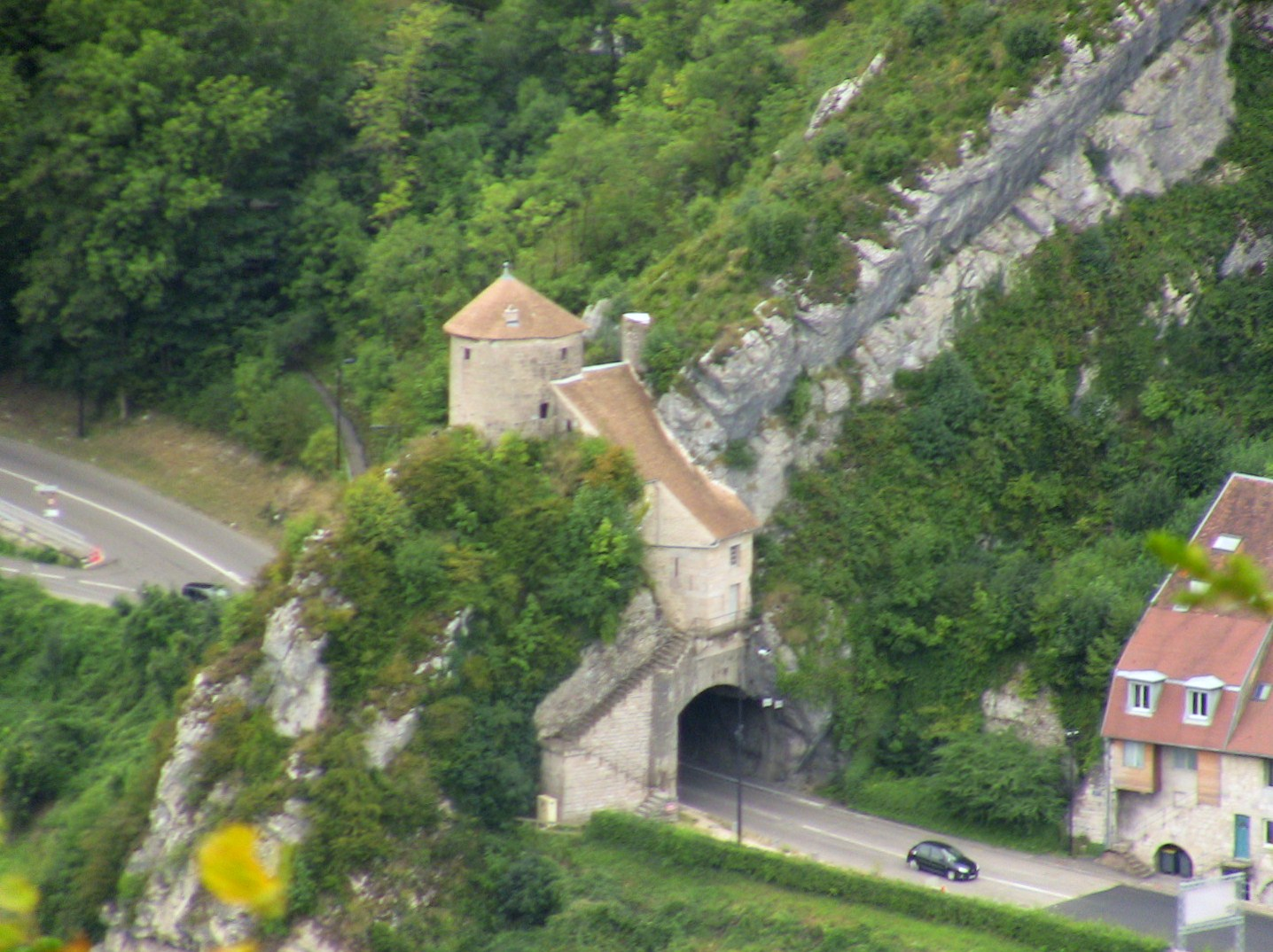
Vista de la Porte taillée de Besançon

La Puerta tallada (en francés, Porte taillée) es una obra militar de origen romano situada en el centro histórico de la ciudad francesa de Besançon. Se trata de un túnel romano construido como paso para un acueducto.

## Historia
Esta obra de ingeniería está ubicada debajo de la Ciudadela de Besanzón (Besançon Francia), en el sector de Rivotte al lado de La Boucle, en el centro histórico de la ciudad. Fue levantada en el siglo II, a finales del imperio de Marco Aurelio, como parte de un acueducto de 12 km. para proporcionar agua a la antigua Vesontio desde las fuentes de Arcier, terminando en una piscina de 5 m² en el actual Parque Castan. Las dimensiones del túnel son de 1,55 m de altura por 0,75 m de anchura, penetrando en la ciudad a través de una abertura excavada en la roca, que formará más tarde la Porte taillée.
En la Edad Media fue fortificada para proteger el camnio hacia Suiza. En el siglo XVI, Vauban modificó su estructura añadiendo un cuerpo de guardia y un torreón, edificados en 1546.

## Galería de imágenes

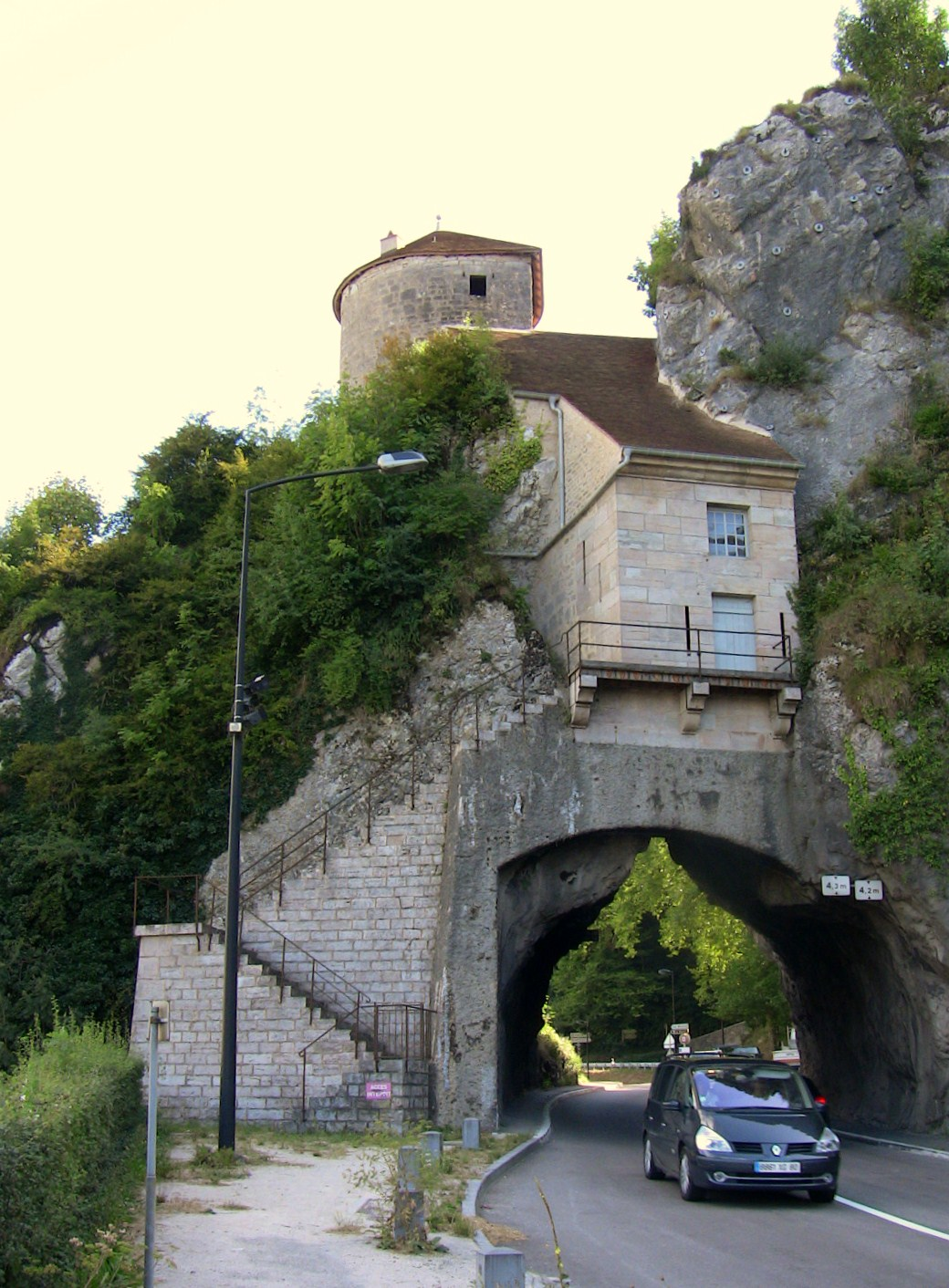
Puerta tallada vista delantera
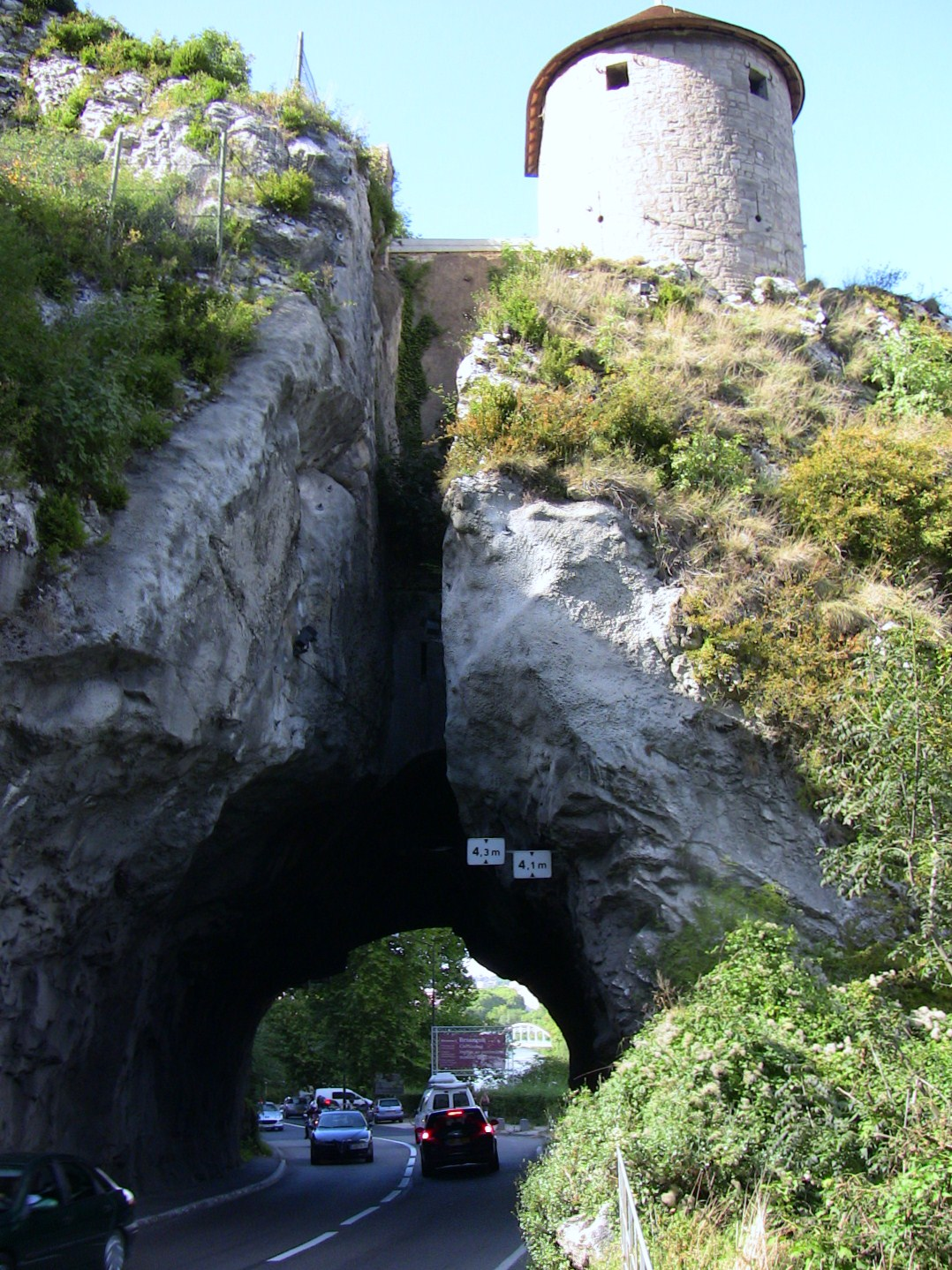
Puerta tallada vista trasera
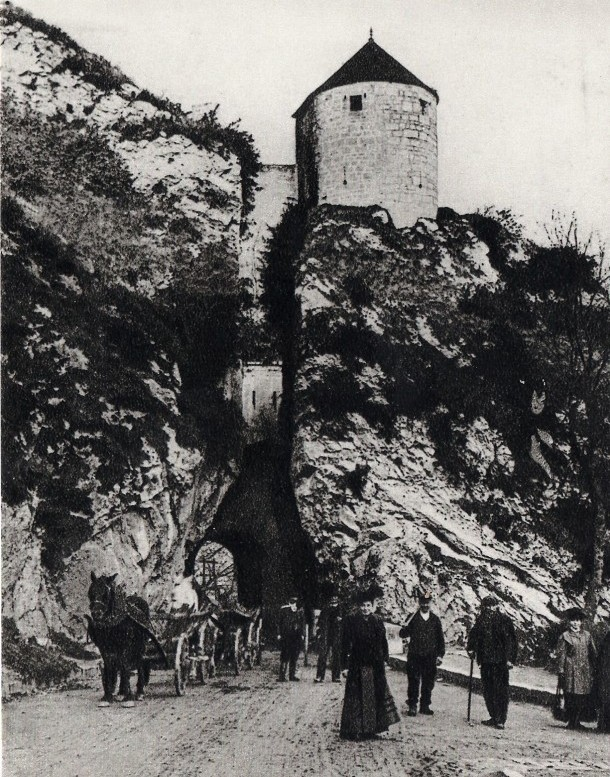
La Puerta tallada en los años 1920